# Kin Laria
Joaquín Laría, més conegut pel nom artístic de Kin Laria, (Bergara, 17 de novembre de 1932 - Madrid, 13 de novembre de 2011) fou un cantant, trompetista i actor de teatre basc, membre del grup Topolino Radio Orquesta.
Nascut el 17 de novembre de 1932 al poble guipuscoà de Bergara, donà els seus primers passos en el món de la música formant part de la banda municipal de Zumarraga com a trompetista, per després integrar grups musicals com Los Quando’s i Los 4 brujos. A la dècada de 1970, Ricardo Sabadie compongué Txuri-urdin, l'himne de la Reial Societat de Futbol. Posteriorment, a la dècada de 1980, com a cantant de la Topolino Radio Orquesta, versionà l'himne fent d'ell la més famosa de totes. També interpretà cançons de renom com ara: La vaca lechera, Mi casita de papel, Tiro-liro o Qué bonita es Barcelona.
També participà en obres de teatre musical com a actor, per exemple a El diluvio que viene (1977) o Evita (1980), que protagonitzà juntament amb Paloma San Basilio.
Malalt d'Alzheimer, morí el 13 de novembre de 2011 a l'Hospital Universitari Fundació Jiménez Díaz de Madrid. L'endemà fou incinerat al tanatori de San Lorenzo de El Escorial.